# Belmont (gruppo musicale)
I Belmont sono un gruppo musicale statunitense formatosi a Chicago nel 2014.

## Storia del gruppo
Fondati nel 2014 durante le scuole superiori, i Belmont hanno autoprodotto il loro EP di debutto intitolato Vicissitude, prodotto da Mat Kerekes dei Citizen e suo fratello. Nel 2016, dopo vari cambi di formazione, il gruppo ha annunciato l'ingresso in Mutant League Records e ha pubblicato l'EP Between You & Me. Nel 2017, i Belmont hanno pubblicato un video musicale per il nuovo singolo Step Aside. 
La band ha pubblicato il primo album in studio, omonimo, il 17 agosto 2018. 
Il 4 marzo 2022 hanno pubblicato il secondo album Aftermath.
Il 12 aprile 2024 è uscito il terzo album Liminal.

## Formazione

### Attuale
- Taz Johnson – voce (2014-presente)
- Brian Lada – batteria, chitarre, basso (2014-presente); programmazione (2019-presente)
- Jason Inguagiato – chitarra solista (2018-presente); chitarra ritmica (2017-2018)

### Ex componenti
- Amal Sheth – chitarra solista, cori (2014)
- Joey Legittino – basso (2014-2015); cori (2014-2016); voce (2014)
- Sam Patt – chitarra ritmica (2014-2015); chitarra solista (2014, 2015–2020)
- Matt Fusi – chitarra solista (2015)
- Alex Wieringa – basso, cori (2015-2022)

## Discografia

### Album in studio
- 2018 – Belmont
- 2022 – Aftermath
- 2024 – Liminal

### Extended play
- 2015 – Vicissitude
- 2016 – Between You & Me
- 2017 – Water Weight / Step Aside 7"
- 2020 – Reflections
- 2021 – Bowser's Mixtape